# 블랙가스펠 2: 소울을 찾는 여정 가운데 만난 사람들
"블랙가스펠 2: 소울을 찾는 여정 가운데 만난 사람들"은 2016년에 개봉한 대한민국의 영화이다.

## 줄거리
배우 양동근은 <블랙가스펠> 이후 바쁜 생활 속에서도 할렘에서 흑인 소울을 가르쳐 준 선생님들에 대한 그리움과 음악에 대한 갈증으로 다시 뉴욕을 찾는다. 함께 공연도 했던, 평생 가스펠 음악을 하며 살아온 일곱 선생님의 삶이 더욱 궁금해진다. 무엇이 이들을 한 길로 이끌어 왔는지, 영혼이 깃든 음악이란 어떤 것인지, 선생님들의 삶을 하나하나 따라가며 그 답을 찾아가려 한다.
[제11회 제천국제음악영화제]

## 캐스팅
- 양동근
- 윌리엄 콜린스
- 헨리 해리슨
- 댄 울게무스
- 비솝 나다니엘 타운슬리
- 위다 하딩
- 키스 브랜치
- 테렌스 케네디

우정출연
- 정준
- 김유미
- 헤리티지
- 박수용
- 메리앤
- 조진엽